# 世界組手連盟
世界組手連盟（せかいくみてれんめい、英語: World Kumite Organization、通称：W.K.O.）とは、タイ政府の支援のもとタイ・パタヤで設立されたフルコンタクト組手競技に関する組織体である。

## 概要
2007年に設立されたフルコンタクト空手の国際組織。シフ・ロバート・マッキネス（Sifu Robert Mclnnes）が代表を務めている。
タイのパタヤに本部を構えている。日本をはじめ、アメリカ、ロシア、オーストラリアなど、世界約33カ国の団体・道場が加盟している。
日本においてはW.K.O. JAPANとして沖縄県に本部を構えており、白蓮会館を中心に極真会館浜井派、極真会館水口派などの極真諸派が加盟している。4年に一度、各地で予選を行い、白蓮会館と共催で日本で空手ワールドカップを開催している。

## 歴史
2007年に設立された。
2012年、11月に白蓮会館と共催で大阪府立体育会館においてW.K.O.空手ワールドカップを開催。男子3階級、女子2階級で行われ日本選手が優勝を独占する結果となった。
2014年、白蓮会館の第30回記念全日本大会と同時にアーネスト・ホースト、ピーター・アーツ、ステファン・レコといった往年の名選手をK-ENERGYと称しワンマッチのイベントを開催した。

## 開催大会

### 空手ワールドカップ
4年に1度白蓮会館と共催で行われる体重別の世界大会。国内各地で予選を行い日本代表を選出しており、海外からはイランナショナルチーム、ブラジル勢和会などから参戦している。2012年は大阪で開催された。